# قطعنامه ۴۸۰ شورای امنیت
قطعنامه  ۴۸۰ شورای امنیت سازمان ملل متحد که در تاریخ ۱۲ نوامبر ۱۹۸۰ تصویب شد، سندی بین‌المللی دربارهٔ دیوان بین‌المللی دادگستری است. این قطعنامه طی نشست ۲٬۲۵۵ام با ۱۵ موافق، ۰ مخالف و ۰ ممتنع تصویب شد.